# Buccino
Buccino (IPA: /buˈtːʃino/) è un comune italiano di 4 439 abitanti della provincia di Salerno in Campania.

## Geografia fisica

### Territorio

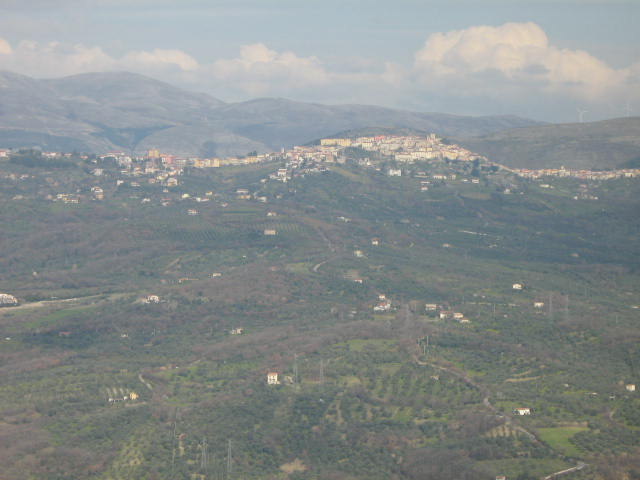
Vista di Buccino e della sua valle.

Centro archeologico e turistico dell'Appennino Lucano, è posto alle falde orientali del gruppo montuoso dei monti Eremita - Marzano sul versante destro della bassa valle del fiume Bianco, affluente del fiume Tanagro. L'abitato si concentra su un poggio al margine di un vasto piano carsico, un tempo occupato da un lago, ora prosciugato e coltivato. Il punto più elevato del territorio di Buccino è la cima del monte Ogna con 1361 m s.l.m. situato a nord del centro abitato al confine con i comuni di Colliano e San Gregorio Magno nel comprensorio dei monti Eremita-Marzano. Il punto più basso è di 113 m s.l.m. situato a sud del paese al confine con il comune di Sicignano degli Alburni. L'escursione altimetrica è di 1 248 metri.
- Classificazione sismica: zona 1 (sismicità alta), Ordinanza PCM. 3274 del 20/03/2003

### Clima
La stazione meteorologica più vicina è quella di Contursi Terme. In base alla media trentennale di riferimento 1961-1990, la temperatura media del mese più freddo, gennaio, si attesta a +6,9 °C; quella del mese più caldo, luglio, è di +24,5 °C
| Contursi Terme     | Mesi | Mesi | Mesi | Mesi | Mesi | Mesi | Mesi | Mesi | Mesi | Mesi | Mesi | Mesi | Stagioni | Stagioni | Stagioni | Stagioni | Anno |
| Contursi Terme     | Gen  | Feb  | Mar  | Apr  | Mag  | Giu  | Lug  | Ago  | Set  | Ott  | Nov  | Dic  | Inv      | Pri      | Est      | Aut      | Anno |
| ------------------ | ---- | ---- | ---- | ---- | ---- | ---- | ---- | ---- | ---- | ---- | ---- | ---- | -------- | -------- | -------- | -------- | ---- |
| T. max. media (°C) | 9,9  | 10,6 | 13,9 | 17,6 | 22,0 | 26,4 | 29,8 | 30,0 | 26,1 | 20,8 | 14,2 | 13,2 | 11,2     | 17,8     | 28,7     | 20,4     | 19,5 |
| T. min. media (°C) | 3,9  | 4,4  | 6,2  | 9,1  | 12,5 | 16,6 | 19,2 | 18,9 | 16,1 | 12,3 | 7,8  | 6,1  | 4,8      | 9,3      | 18,2     | 12,1     | 11,1 |

- Classificazione climatica: zona D, 2083 GG

## Storia

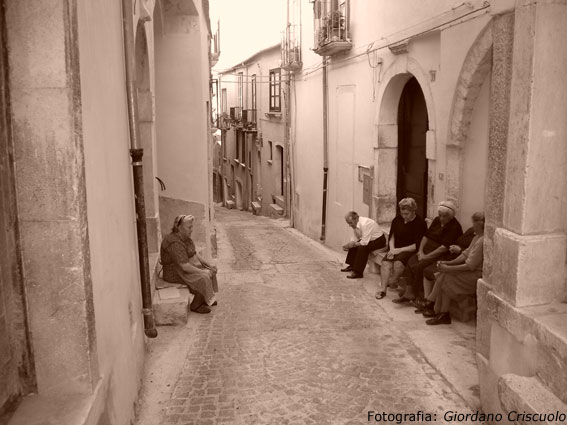
Il centro storico.

Grazie alla sua posizione geografica dominante rivolta verso il golfo di Paestum, la località è stata frequentata sin dalle epoche più remote. I materiali più antichi risalgono al primo Neolitico, particolarmente nelle località di San Mauro e di Piani di Buccino. In località Sant'Antonio invece sono emerse diverse testimonianze calcolitiche, risalenti dunque alla seconda metà del III millennio a.C., più precisamente alcune tombe appartenenti alla vicina cultura del Gaudo, riconducibile ai primi abitanti di Paestum. Le prime strutture sedentarie appartengono alla collina di Tufariello, costituenti un piccolo villaggio dell'età del bronzo (Proto-Appenninico B). Con l'età successiva (fine VIII secolo a.C.) l'abitato s'insedia nel territorio oggi occupato propriamente dalla città di Buccino; da qui sono note alcune necropoli - in località Santo Stefano - caratterizzate dalla disposizione fetale dei corpi, tipico della regione; l'uso viene meno dopo l'arrivo delle popolazioni lucane, intorno all'inizio del IV secolo a.C.
La più antica testimonianza, ancora in parte esistente, della nascita di Volcei risale al IV secolo a.C., quando vengono costruite le prime mura di cinta a fortificazione della città. Con l'arrivo dei Romani venne edificato, in età repubblicana, un ponte sul fiume Bianco, che menava alla Via Rhegium-Capua; e in età imperiale un tempio dedicato al culto dei Cesari, detto appunto Caesareum, ancora in parte visibile in Via Santo Spirito. Tito Livio ricorda che nel 209 a.C. i Volceientes (in latino "gli abitanti di Volcei") si arresero al console Quinto Fulvio Flacco alla fine della seconda guerra punica (219-202 a.C.). Un secolo dopo, precisamente nel 90 a.C., durante la cosiddetta "guerra sociale", l'abitato fu elevato a municipium, grazie alla concessione della cittadinanza romana a tutti i popoli della penisola italiana.

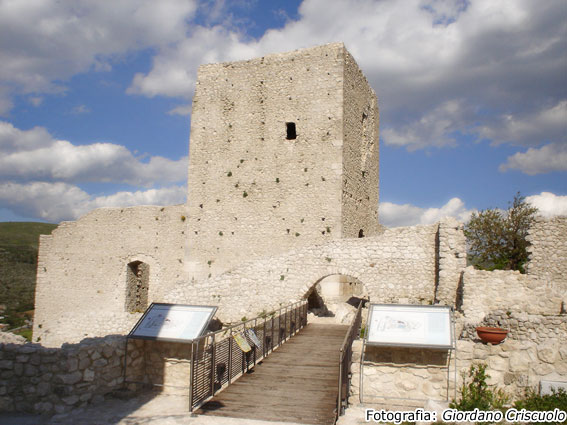
Il castello di Buccino.

Da ricordare è che nel 178 l'imperatore Commodo sposò in prime nozze Bruzia Crispina, figlia del senatore di origine volceiana Lucio Fulvio Gaio Bruzio Presente.
Dopo un certo sviluppo per tutta l'età romana, alla fine dell'epoca imperiale si osserva un lento abbandono della cittadina, terminato nel XII secolo con l'instaurazione di un castello normanno, che ricalca in gran parte l'antico abitato. Ancora oggi lo sviluppo urbanistico è legato all'antico assetto della città romana.
Per tutta l'epoca medievale Buccino fu un feudo dei conti Lamagna, che nel XIV secolo ottennero il castello locale dagli Angioini e lo fortificarono. Di quel castello fu poi ospite papa Urbano VI durante la sua fuga da Carlo di Durazzo. Successivamente la città passò ai Caracciolo di Martina. La città patì gravi danni per i terremoti del gennaio 1466 e dell'agosto 1561.
Dal 1811 al 1860 è stato capoluogo dell'omonimo circondario appartenente al distretto di Campagna del regno delle Due Sicilie.
Dal 1860 al 1927, durante il regno d'Italia è stato capoluogo dell'omonimo mandamento appartenente al circondario di Campagna..
La città venne fortemente colpita dal  bombardamento aereo da parte dell'aviazione britannica il 16 settembre 1943; persero la vita nell'attacco numerosi cittadini ed un gruppo di bambini che giocava nei pressi di piazza San Vito. L’accaduto è testimoniato dal monumento funebre ai caduti situato in piazza Municipio.
Situata in un territorio altamente sismisco, la città venne in parte distrutta dal sisma del 23 novembre 1980. La ricostruzione lenta ed articolata ha portato alla luce gran parte delle testimonianze archeologiche dall’antica città di Volcei, ben visibili nel centro storico e nel parco archeologico urbano.

### Simboli
Stemma
Lo stemma comunale è composto da un cerchio ovale con al centro un gallo su un prato verde. Intorno al cerchio è presente la scritta Ordo populusque Volceianus.
Motto
Ordo populusque Volceianus (Le autorità amministrative e il popolo Volceiano).

## Monumenti e luoghi d'interesse

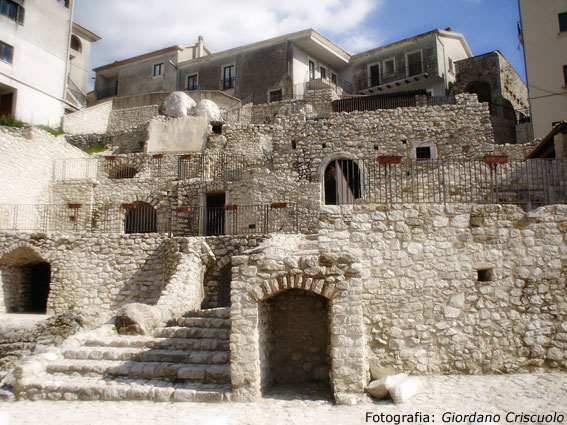
Il complesso rupestre di via Egito.

### Architetture civili
- Municipio (tutti gli uffici comunali insieme al museo archeologico nazionale si trovano nell'antico convento degli eremitani di Sant’Agostino, fondato nel basso medio evo; il chiostro, che fu completamente rifatto nel 1473, è stato recentemente restaurato[14])

### Architetture militari
- Castello normanno (XII-XX secolo)
- Porta Consina
- Porta San Mauro
- Porta Sant'Elia

### Architetture religiose
- Chiostro degli eremitani

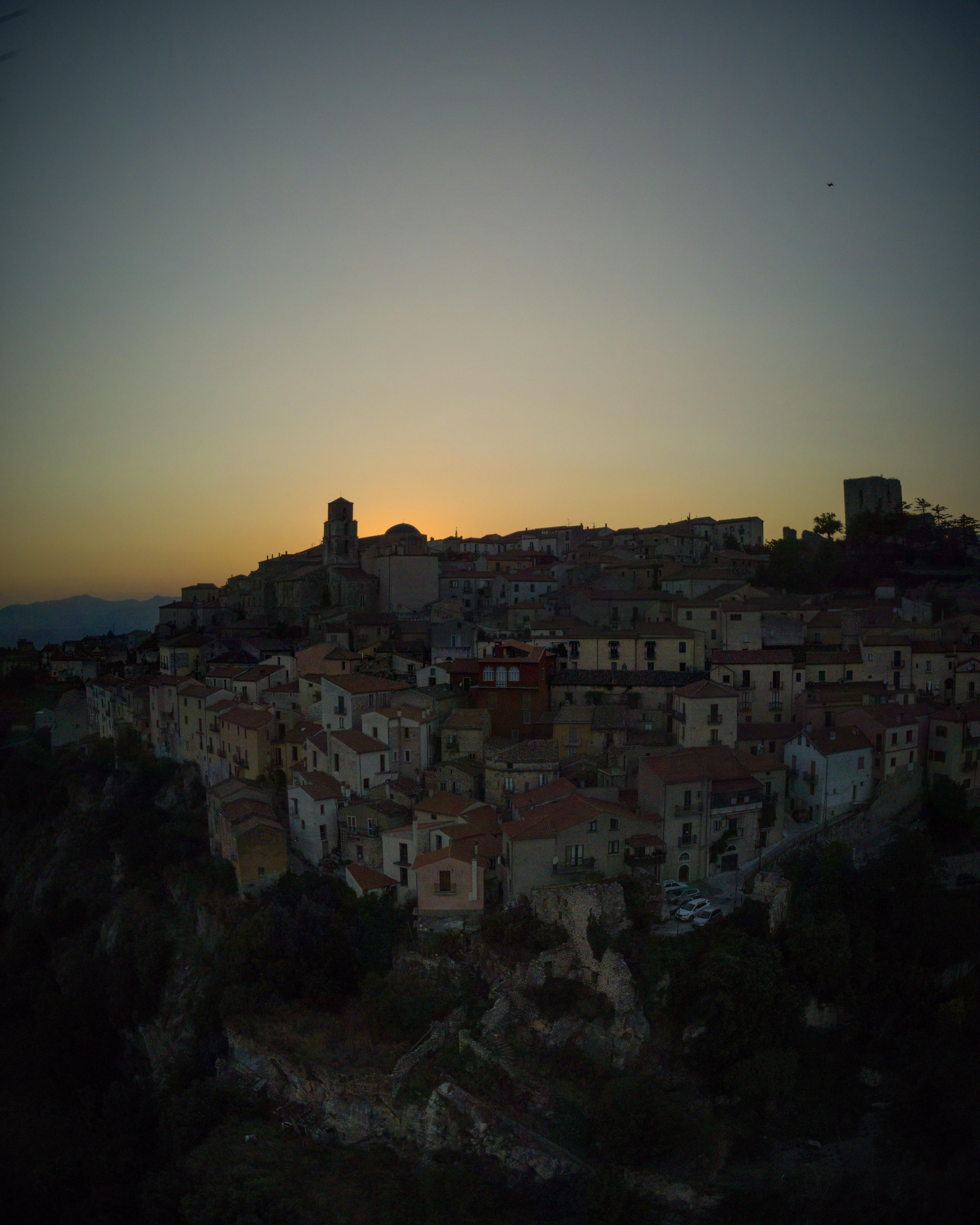
Veduta dei costoni rocciosi di Via Sant'Angelo

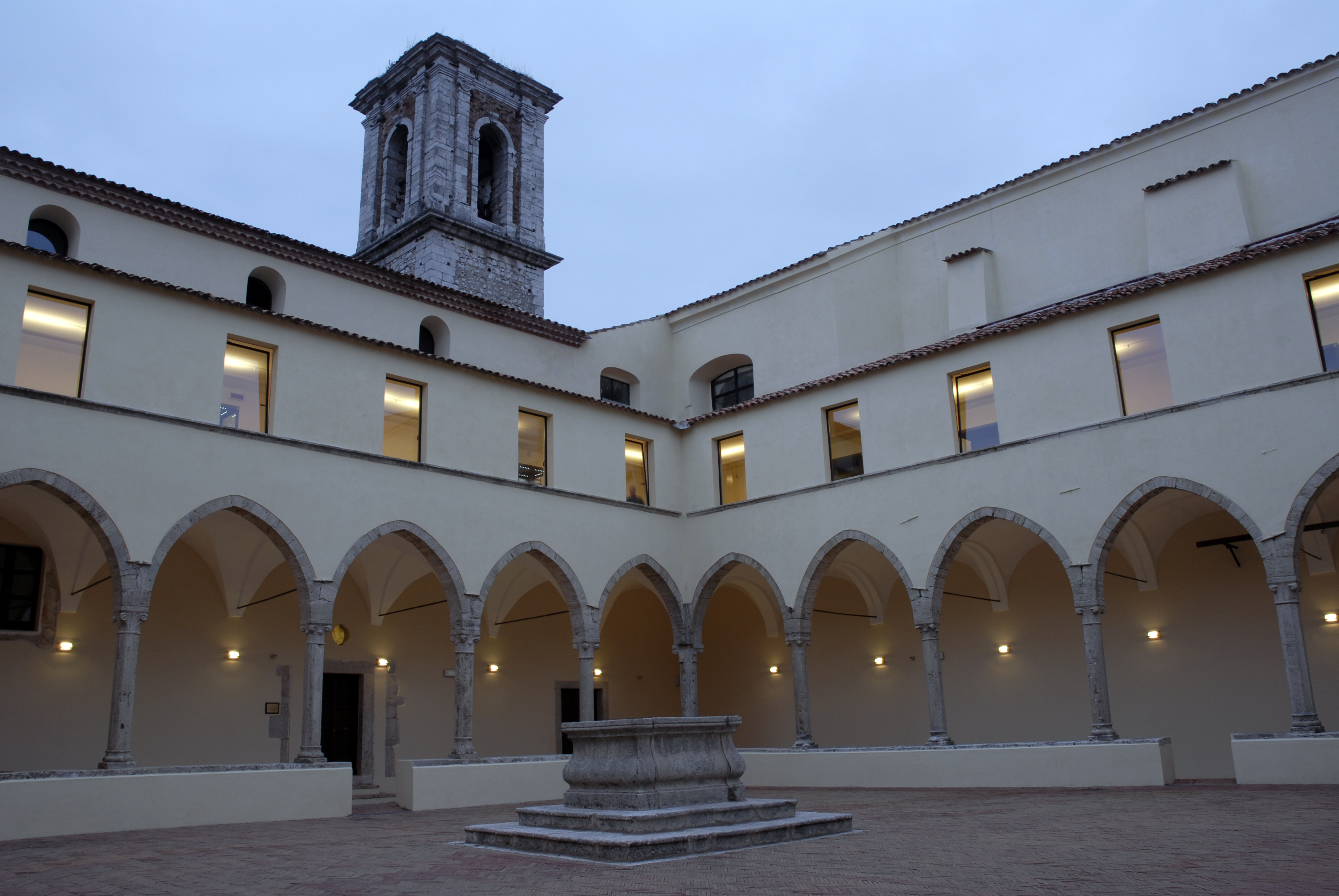
Chiostro degli eremitani, museo archeologico nazionale di Volcei

- Tempio di via Santo Spirito (I secolo a.C.)
- Area sacra in località Santo Stefano
- Chiesa di Santa Maria Assunta (detta anche chiesa madre)
- Chiesa di San Nicola della Piazza
- Chiesa di San Giovanni Gerosolimitano
- Chiesa di Santa Croce in Gerusalemme
- Chiesa di Santa Maria Solditta
- Chiesa della Santissima Annunziata
- Complesso degli Eremitani di Sant'Agostino con annessa Chiesa di Sant'Antonio Abate
- Complesso dei Riformati di San Francesco con annessa Chiesa di Santa Maria delle Grazie

### Parco archeologico urbano

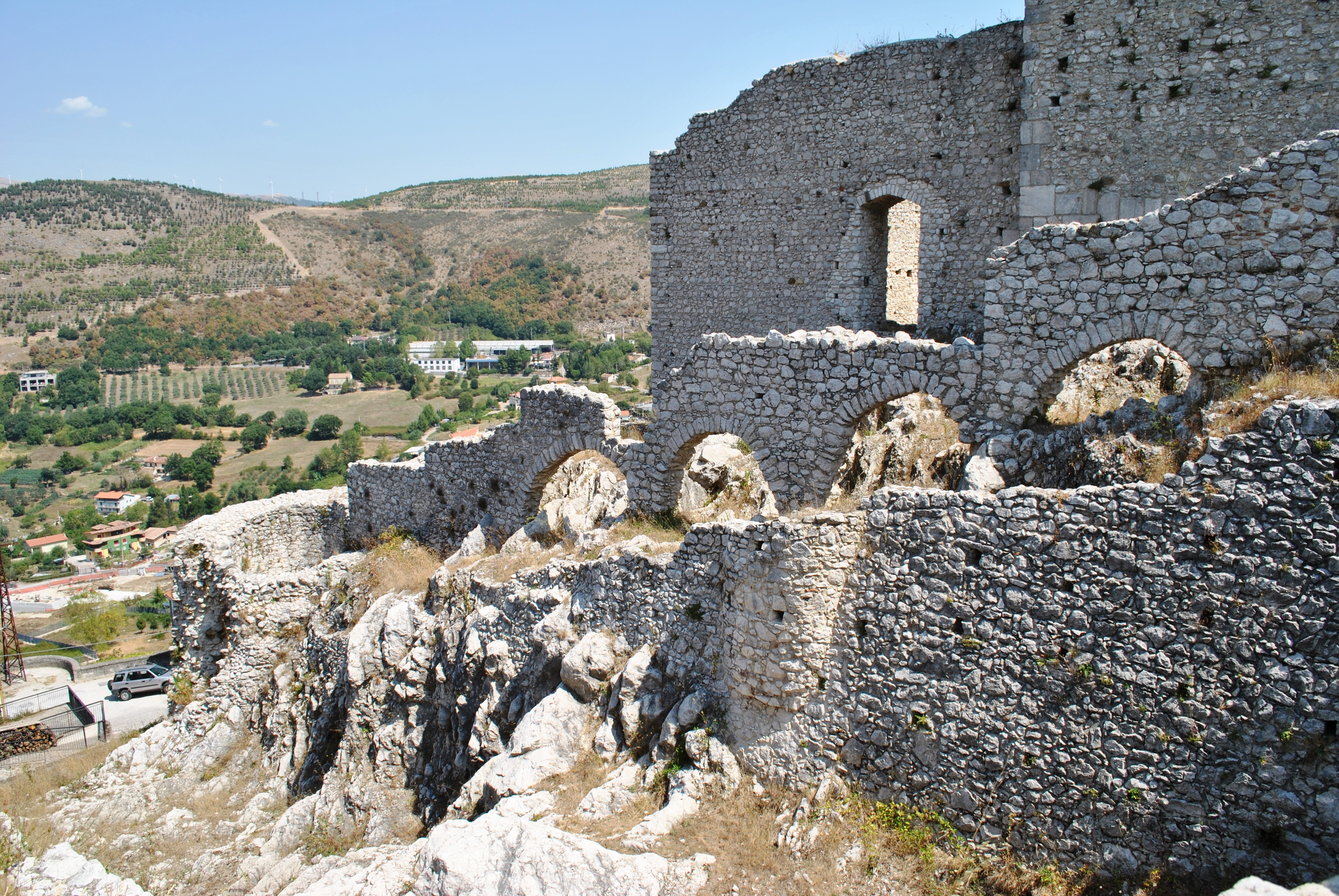
Fossato difensivo della struttura normanno angioina

Il parco archeologico urbano è stato inaugurato nel 2003 ed ha l'intento di collegare e di rendere fruibili, in un itinerario in parte sotterraneo, i monumenti di maggiore importanza collocati nel centro storico del paese. Tra i luoghi monumentali oggi visibili lungo i percorsi del Parco si ricordano:

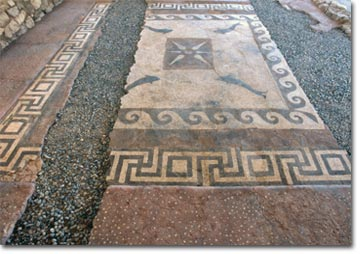
Mosaico della sala del banchetto

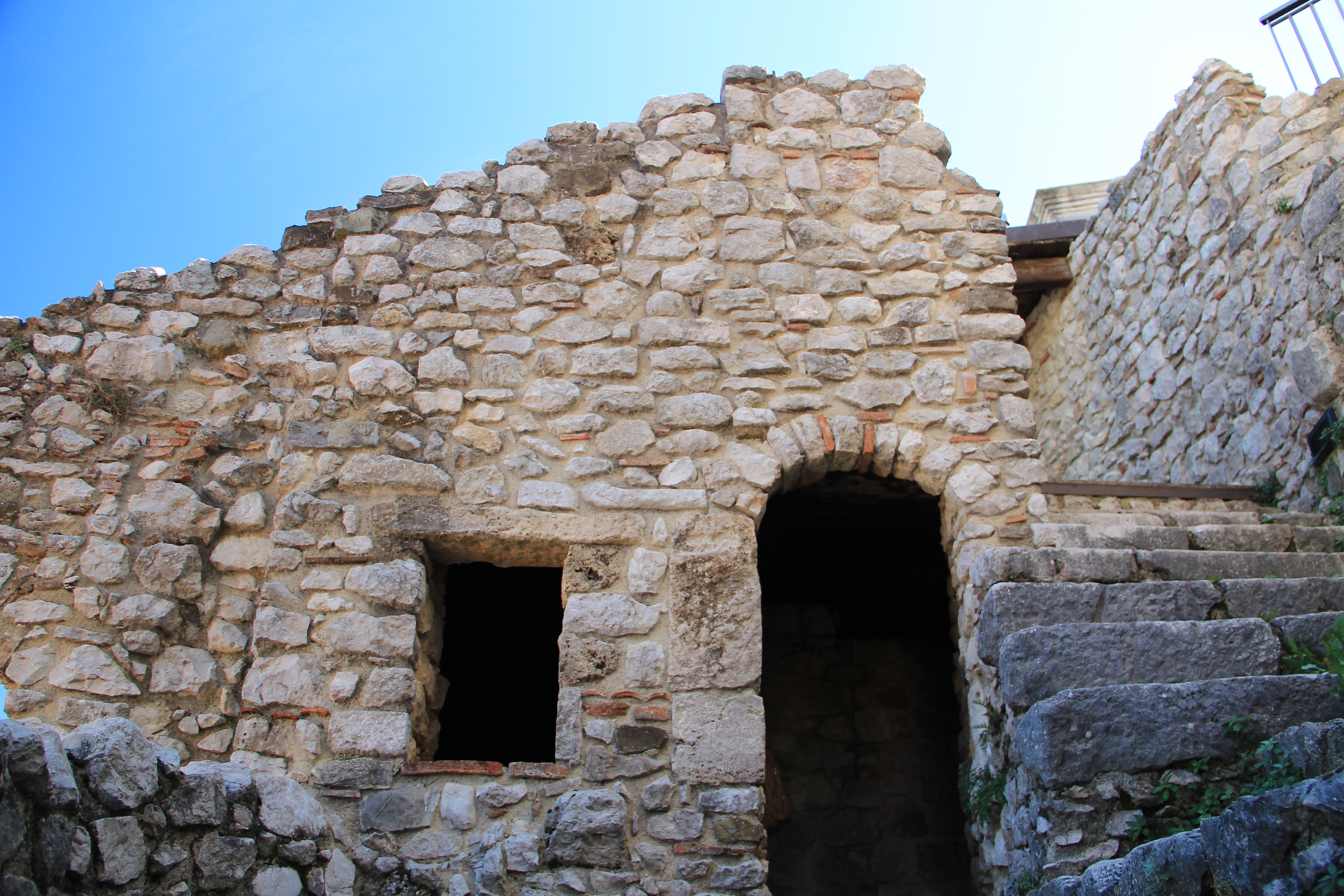
Tipica grotta dell'area rupestre di via Egito

- Piazza Amendola
- Via Canali
- Via Egito
- Decumano
- Complesso rupestre (VI-VII secolo)
- Area sacra di Santo Stefano

### Aree naturali
- Riserva naturale Foce Sele - Tanagro, sito di Interesse Comunitario IT 8050010 comprendente le fasce litoranee a destra e sinistra dei fiumi Sele e Tanagro, e parte del litorale tirrenico.

## Società

### Evoluzione demografica
Abitanti censiti

### Etnie e minoranze straniere
Al 31 dicembre 2007 a Buccino risultano residenti 88 cittadini stranieri. Le nazionalità principale è  quella rumena.

### Religione
La maggioranza della popolazione è di religione cristiana di rito cattolico, appartiene alla forania omonima dell'arcidiocesi di Salerno-Campagna-Acerno ed il comune è suddiviso in tre parrocchie:
- Santa Maria Assunta unita aeque principaliter a San Giovanni Gerosolimitano;
- Santa Croce in Gerusalemme;
- Santa Maria Solditta in Sant'Antonio Abate.

Dal 1904 patrona della città è Maria Santissima Immacolata, venerata nel santuario di Santa Maria delle Grazie, ubicato sul costone est adiacente all'abitato. 
I solenni festeggiamenti, si svolgono dal giovedì al lunedì della prima settimana di luglio.
Il giovedì santo apre la festività con la processione del "manto", che partendo dalla chiesa madre raggiunge il santuario ove è venerata la santa.
Al venerdì avviene la vestizione ed intronizzazione della vergine, mentre al sabato sera la processione della guglia ed il canto dell'Ave Maria a mezzanotte annunciano la domenica, quando si svolge la processione del mattino per le strade della città. Le festività patronali si concludono il lunedì con la benedizione delle auto e il concerto serale.
Di particolare rilievo e pregio estetico è l'effigie dell'Immacolata, di cui non si conosce l'autore o la scuola di creazione, risultando tuttavia per analogie e confronti con altre madonne, di origine settecentesca.
La statua, dall'aspetto solenne e austero, si presenta vestita con abiti finemente ricamati con intarsi di oro e perline. La Vergine indossa un lungo mantello celeste, anch'esso riccamente decorato con stelle ottenute dalla tessitura di fili in oro. Le caratteristiche della santa, richiamano diversi episodi della storia cristiana, tra cui l'episodio di "Maria che schiaccia il serpente" tratto dal
Libro della Genesi.

#### Strutture sanitarie
Buccino è sede del Distretto A dell'ASL Salerno 2, comprendente i comuni di Buccino, Castelnuovo di Conza, Colliano, Contursi Terme, Laviano, Oliveto Citra, Palomonte, Ricigliano, Romagnano al Monte, San Gregorio Magno, Santomenna, Valva.

## Cultura

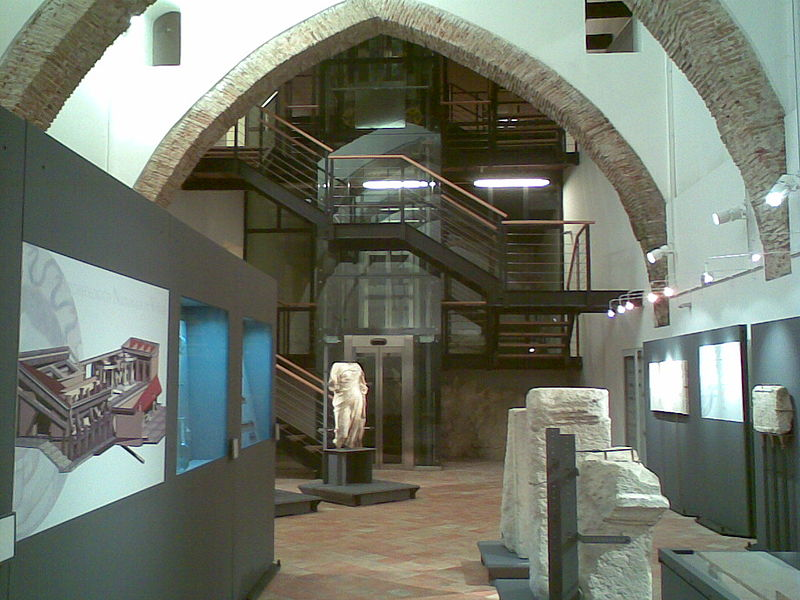
Una delle sale espositive del Museo Archeologico Nazionale di Buccino

### Musei e gallerie
Museo archeologico nazionale di Volcei "Marcello Gigante": il museo ha sede nello storico convento degli Eremitani di S.Agostino, realizzato nella forma attuale, dall'Architetto Natale da Ragusa e passato in proprietà comunale dopo l'unità d'Italia. Il museo ospita reperti e manufatti che coprono un arco temporale che va dal periodo preistorio all'età tardo romana.

## Geografia antropica

### Frazioni
Lo statuto comunale di Buccino non menziona nessuna frazione. In base al 14º Censimento Generale della Popolazione e delle Abitazioni, le località abitate sono:
- Pianelle: 88 abitanti 531 m s.l.m.;
- San Giovanni: 50 abitanti 215 m s.l.m.;
- Teglia: 217 abitanti 460 m s.l.m., situata lungo la SP 268;
- Temponi: 46 abitanti 327 m s.l.m.;
- Tufariello: 95 abitanti 425 m s.l.m.;
- Buccino Scalo.

Buccino si suddivide in tre rioni: Borgo, San Vito e Centro storico. Fino al terremoto del 1980 nel
Centro storico si concentrava la maggior parte della popolazione. In seguito alla ricostruzione post-sismica l'abitato si è esteso nelle zone adiacenti alla parte alta della collina e la distribuzione urbana si è fatta più estesa e disomogenea, coprendo un territorio suddiviso tra il versante
est ed il versante ovest della collina.

## Economia

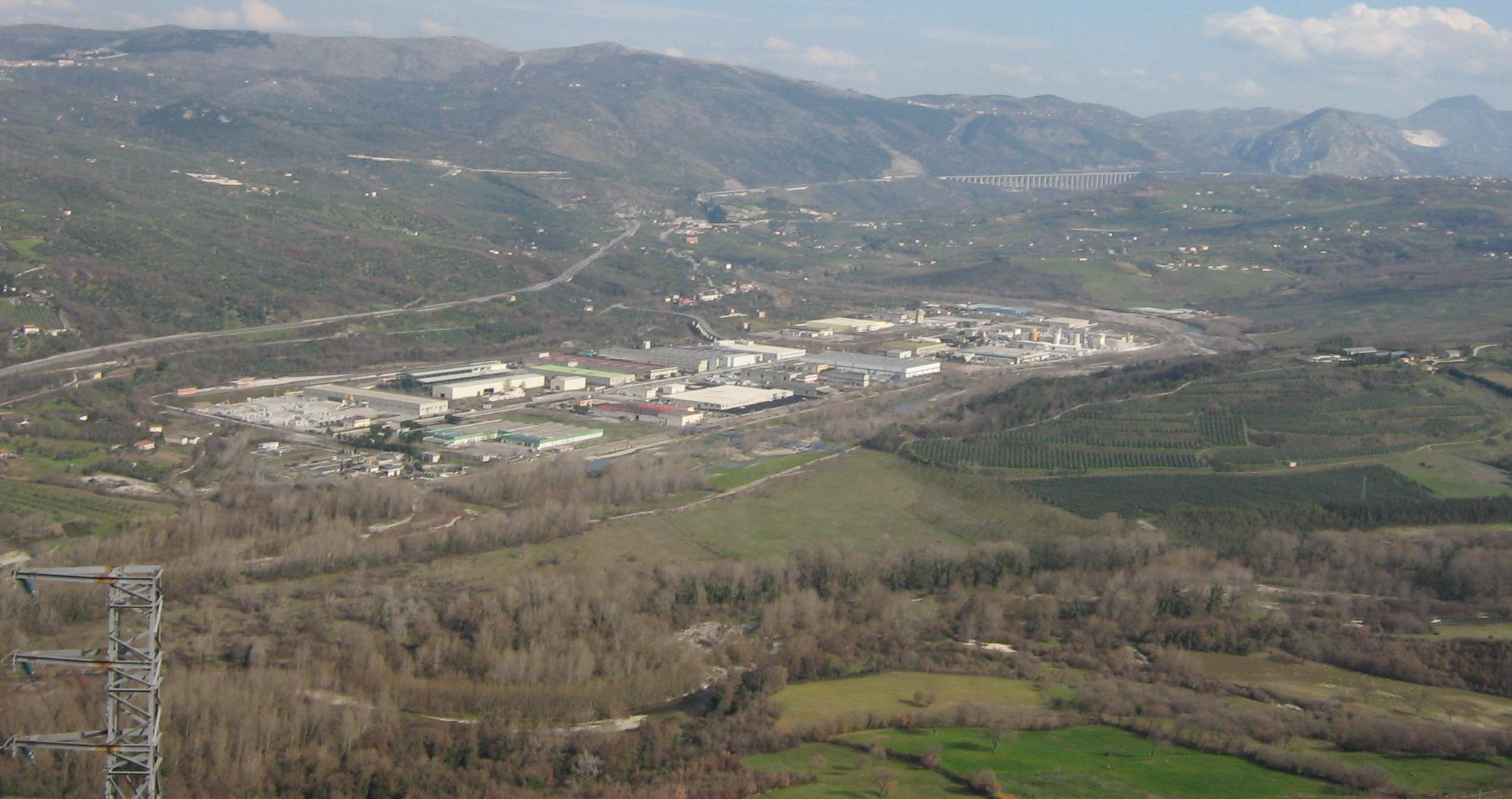
Vista della zona industriale di Buccino, presso Buccino Scalo, da Castelluccio Cosentino.

Il settore agricolo è caratterizzato da forti produzioni di cereali, uva da vino e frutta e il territorio rientra nell'area di produzione dell'olio di oliva DOP Colline Salernitane. Sviluppato è anche l'allevamento ovino, bovino e suino.
Il comune è dotato un'area industriale realizzata con la Legge 219/81, in cui sono presenti aziende di piccole dimensioni nel settore alimentare (produzione di vini e olii; è anche presente lo stabilimento industriale Pepsi -IBG Sud Spa), in quello tessile, dell'abbigliamento e dei materiali da costruzione.

## Infrastrutture e trasporti

### Strade
- Uscita autostradale di Buccino sul Raccordo autostradale 5;
- Strada Regionale 19 ter Innesto ex SS 407 (Bivio per Vietri di Potenza)-Innesto SS 19;
- Strada Regionale 407/a Innesto SP 36-variante alla zona industriale di Palomonte-Innesto SP 355(Canne);
- Strada Regionale 407/b Innesto SP 355(Canne)-bivio stazione Buccino-Innesto SS 19/ter(Ponte Tanagro)-confine provincia ponte Romagnano;
- Strada Provinciale 10 Contursi-Bivio Palomonte-Innesto SP37-Buccino-San Gregorio-Stazione di Balvano;
- Strada Provinciale 37 Innesto SP10-Innesto SP355-Innesto ex SS407-Ponte San Cono-Innesto ex SS19ter;
- Strada Provinciale 63 Innesto SP37-Innesto ex SS407-Stazione di Buccino;
- Strada Provinciale 85 Buccino-Romagnano al Monte;
- Strada Provinciale 162 Innesto SP 10 (San Vito)-Borgo di Buccino.
- Strada Provinciale 268 Ponte Oliveto-Lago di Palomonte-San Gregorio Magno;
- Strada Provinciale 354 Pozzo del Rizzo-Pianella di Palomonte;
- Strada Provinciale 355 Capriola-Canne-Fomilli di Buccino;
- Strada Provinciale 411 Abitato di Buccino-liceo scientifico verso Teglie.

### Ferrovie
- Stazione di Buccino-San Gregorio Magno sulla ferrovia Salerno-Potenza.

In passato è stata attiva la stazione di Ponte San Cono sempre sulla linea Salerno-Potenza.

### Mobilità urbana
La mobilità è affidata, per i trasporti extraurbani, alla società SITA.

## Amministrazione

### Sindaci
| Periodo          | Periodo        | Primo cittadino | Partito                                                      | Carica  | Note |
| ---------------- | -------------- | --------------- | ------------------------------------------------------------ | ------- | ---- |
| 16 novembre 1997 | 27 maggio 2007 | Nicola Parisi   | centro-sinistra lista civica Buccino Unita e Democratica     | Sindaco |      |
| 28 maggio 2007   | 6 maggio 2012  | Pasquale Via    | lista civica Buccino Unita e Democratica                     | Sindaco |      |
| 7 maggio 2012    | 12 giugno 2022 | Nicola Parisi   | lista civica Buccino Unita e Democratica Partito Democratico | Sindaco |      |
| 13 giugno 2022   | in carica      | Pasquale Freda  | lista civica Insieme per Buccino                             | Sindaco |      |

### Altre informazioni amministrative
Il comune fa parte della Comunità montana Tanagro - Alto e Medio Sele.
Le competenze in materia di difesa del suolo sono delegate dalla Campania all'Autorità di bacino interregionale del fiume Sele.
La gestione del ciclo dell'acqua è affidato all'Ambito Territoriale Ottimale Sele.

### Gemellaggi
- Corinto
- Hofheim
- Inzago (Milano)

## Sport

### Calcio
La squadra di calcio locale è l'A.S.D. Buccino Volcei che disputa il campionato di Eccellenza Campania.
Lo stadio comunale situato in zona Santa Maria è intitolato a “Paolino Via”.